# Jens Christian Skou
Jens Christian Skou, né le 8 octobre 1918 à Lemvig au Danemark et mort le 28 mai 2018 à Risskov (Aarhus, Danemark), est un médecin et biophysicien danois.
Il est lauréat du prix Nobel de chimie de 1997.

## Biographie
Jens Christian Skou est né en 1918 à Lemvig dans l'ouest de la péninsule du Jutland. Il étudia la médecine à l'université de Copenhague et termina ses études en 1944. Puis il travailla dans des cliniques à Hjørring et à Århus. Il passa son doctorat en 1954 à l'institut de physiologie de l'université d'Aarhus. En 1963, il devint professeur de physiologie dans la même université et y resta jusqu'à son éméritat en 1988.

## Travaux scientifiques
Skou, comme Boyer et Walker, basa essentiellement ses recherches sur les enzymes qui catalysent le travail de l'adénosine triphosphate, le plus grand fournisseur d'énergie du métabolisme de l'organisme. Il se concentra essentiellement sur la décomposition de l'ATP tandis que Boyer et Walker se concentrèrent sur sa synthèse à travers l'enzyme ATP synthase.
Déjà dans les années 1950, Skou cherchait une enzyme dans la membrane cellulaire des cellules nerveuses, qui effectue la décomposition de l'ATP. Il remarque une enzyme transporteuse, qui opère le transport de substance à travers la membrane cellulaire et pour cela consomme de l'ATP. Il la nomma la pompe sodium-potassium, car elle transporte des ions potassium et sodium et veille ainsi à un potentiel de repos stable de la cellule. Il put montrer, que lors de ces processus de transport, elle décompose enzymatiquement l'ATP et la transforme en adénosine diphosphate (ADP) et phosphate.
En 1997, Skou est lauréat de la moitié du prix Nobel de chimie de 1997 (l'autre moitié a été remise à Paul D. Boyer et à John Ernest Walker) « pour la première mise en évidence d'une enzyme transporteuse d'ions, Na+, K+ -ATPase ».